# Konstantína Koúneva
Konstantína Koúneva (grec moderne : Κωνσταντίνα Κούνεβα) ou Kostadinka Kuneva (bulgare : Костадинка Кунева), née le 28 septembre 1964 à Silistra en Bulgarie, est une femme politique gréco-bulgare membre de SYRIZA.

## Biographie
Lors des élections européennes de 2014 elle est élue au Parlement européen, où elle siège au sein de la GUE/NGL.